# Bamethan
Bamethan là một thuốc giãn mạch. :94